# كاروليس بابكوسكاس
كاروليس بابكوسكاس (بالليتوانية: Karolis Babkauskas)‏ مواليد 18 مارس 1991 في ليتوانيا، هو لاعب كرة سلة ليتواني. بدأ مسيرته الاحترافية في سنة 2010.

## المسيرة الاحترافية
لعب مع نادي ليتكابليس لكرة السلة من سنة 2010 إلى 2013، ثم لعب مع نادي أتلتاس لكرة السلة في موسم 2013–2014، ثم لعب مع شياولياي في موسم 2014–2015.

## روابط خارجية
- كاروليس بابكوسكاس على موقع كرة السلة الأوروبية.كوم (الإنجليزية)
- كاروليس بابكوسكاس على موقع ريلجم (الإنجليزية)
- كاروليس بابكوسكاس على موقع بروبوليرز (الإنجليزية)